# Maison du Parc national de La Réunion
La Maison du Parc national de La Réunion, ou simplement Maison du Parc, est un bâtiment comprenant un office de tourisme et le siège du parc national de La Réunion. Il est situé à La Plaine-des-Palmistes à proximité du domaine des Tourelles. Il comprend une exposition permanente et donne accès à un court parcours en milieu naturel. Il agit comme l'antenne Est de l'aire protégée, laquelle est classée au Patrimoine mondial.